# Semiperfekt tal
Inom talteorin är ett semiperfekt tal eller pseudoperfekt tal ett naturligt tal n  som är lika med summan av alla eller några av dess äkta delare. Ett semiperfekt tal som är lika med summan av alla dess äkta delare är ett perfekt tal.
De första semiperfekta talen är:
6, 12, 18, 20, 24, 28, 30, 36, 40, 42, 48, 54, 56, 60, 66, 72, 78, 80, 84, 88, 90, 96, 100, 102, 104, 108, 112, 114, 120, 126, 132, 138, 140, 144, 150, 156, 160, 162, 168, 174, 176, 180, 186, 192, 196, 198, 200, 204, 208, 210, 216, 220, 222, 224, 228, 234, 240, 246, 252, 258, 260, 264, … (talföljd A005835 i OEIS)

## Egenskaper
- Varje multipel av ett semiperfekt tal är semiperfekta.[1] Ett semiperfekt tal som inte är delbart med något mindre semiperfekt tal är primitivt.
- Varje tal av formen 2mp för ett naturligt tal m och ett primtal p sådana att p < 2m + 1 också är semiperfekt.
  - I synnerhet varje tal av formen 2m − 1(2m − 1) är semiperfect, och faktiskt perfekt om 2m − 1 är ett Mersenneprimtal.
- Det minsta udda semiperfekta talet är 945 (se till exempel Friedman 1993).
- Ett semiperfekt tal är nödvändigtvis antingen perfekt eller ymnigt. Ett ymnigt tal som inte är semiperfekt kallas övernaturligt tal.
- Med undantag av 2 är alla primära pseudoperfekta tal semiperfekta.
- Alla praktiska tal som inte är tvåpotenser är semiperfekta.
- Den naturliga densiteten av mängden av semiperfekta tal existerar.[2]

## Primitiva semiperfekta tal
Ett primitivt semiperfekt tal (även kallat primitivt pseudoperfekt tal, irreducibelt semiperfekt tal eller irreducibelt pseudoperfekt tal) är ett semiperfekt tal som inte har någon semiperfekt äkta delare.
De första primitiva semiperfekta talen är:
6, 20, 28, 88, 104, 272, 304, 350, 368, 464, 490, 496, 550, 572, 650, 748, 770, 910, 945, 1184, 1190, 1312, 1330, 1376, 1430, 1504, 1575, 1610, 1696, 1870, 1888, 1952, 2002, 2030, 2090, 2170, 2205, 2210, 2470, 2530, 2584, 2590, 2870, 2990, 3010, 3128, 3190, 3230, 3290, 3410, 3465, 3496, 3710, 3770, 3944, 4070, 4095, 4130, 4216, 4270, 4288, 4408, 4510, 4544, 4672, 4690, 4712, 4730, 4970, … (talföljd A006036 i OEIS)
Det finns oändligt många sådana tal. Alla tal av formen 2mp, med p ett primtal mellan 2m och 2m+1, är semiperfekta, men detta är inte den enda formen: till exempel 770. Det finns oändligt många udda primitiva semiperfekta tal, det minsta är 945, en följd av Paul Erdős: Det finns också oändligt många primitiva semiperfekta tal som inte är harmoniska delartal.